# Hummer H1
Pour les articles homonymes, voir Hummer et H1.
Le Hummer H1 est une automobile à quatre roues motrices. Fabriqué par AM General, il est la version civile du High mobility multipurpose wheeled vehicle, (aussi connu sous le nom de Humvee), véhicule mis au point en remplacement de la légendaire Jeep de l'armée américaine et pour une utilisation militaire.
Le Hummer H1 a été rendu célèbre par les images de Humvee de la guerre du Golfe. Il a été mis à la disposition d'une clientèle à la recherche de ce qui serait le tout-terrain ultime ou simplement pour l'originalité du véhicule. Cependant, les ventes étant jugées insuffisantes, General Motors a décidé d'acheter les droits de la marque Hummer en vue d'une meilleure commercialisation.
Le H1 était commercialisé par General Motors. Il ne faut pas le confondre avec les Hummer H2 et H3 construits par GM sur la base de châssis de SUV et pick-up du groupe.

## Description

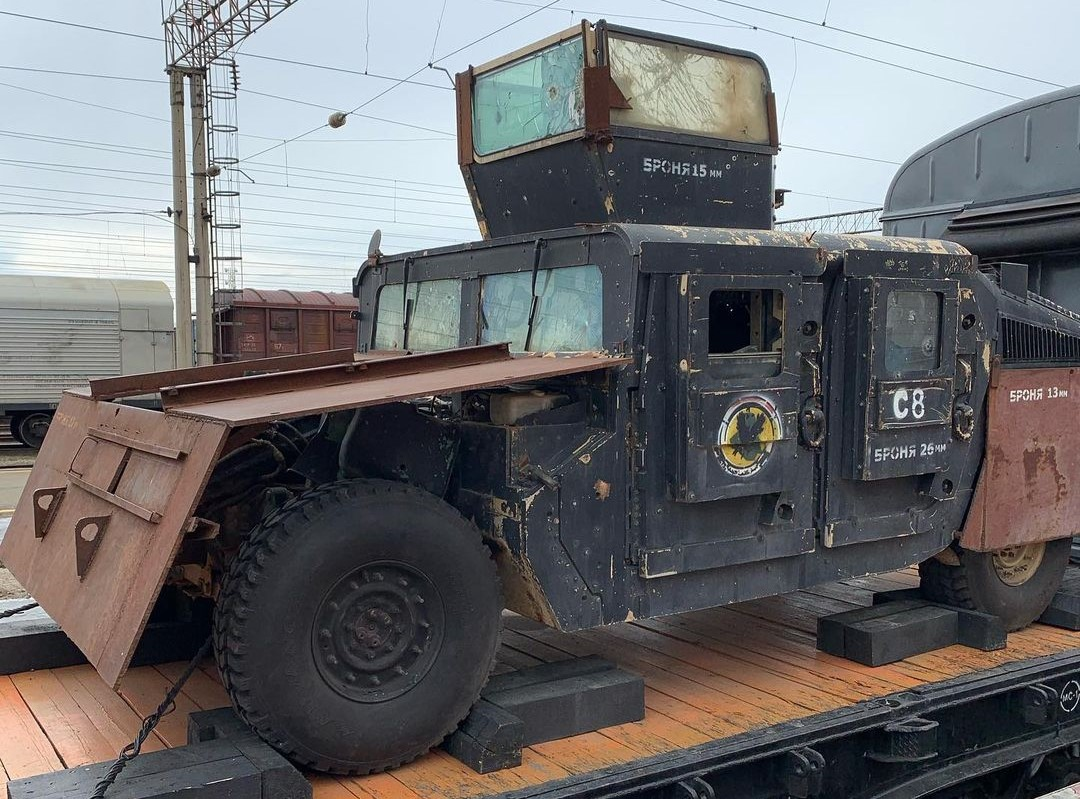
Humvee de militants islamiques en Syrie, capturé comme trophée par l'armée russe

Différentes versions furent produites :
- Hummer H1 Pickup 2 portes Pick-up
- Hummer H1 Pickup 4 portes Pick-up
- Hummer H1 Opentop Cabriolet dérivée du Humvee
- Hummer H1 Wagon Break
- AM General Humvee,C-Series (C pour Civilian), Vendue en kit ou assemblée, cette version produite en 2014 est destinée au marché civil tout en étant en réalité proche du Humvee original au confort spartiate (pickup, bâche, toit souple, lève-vitres manuels, ..). La puissance est de 400 ch.
- Hummer H1 Slantback, produit en version limitée à 39 exemplaires
- De 1992 à 1996, AM General a produit des versions limitées du H1 Wagon

Le véhicule est doté d'un centre de gravité relativement bas et équipé entre autres d'un moteur V8 Turbo diesel de 6,5 litres.
Bruyant sur la version militaire Humvee (car dépourvue d'insonorisation), le Hummer H1 se distingue de la version militaire par un équipement plus adapté à une utilisation civile (éclairage, climatisation, installation audio, sellerie en cuir, etc.). L'intérieur ne comporte que 4 places. Le compartiment intérieur est divisé par un énorme tunnel où courent les éléments mécaniques surélevés.
Il affiche d'excellentes capacités de franchissement comparé à ses performances sur route limitées à 140 km/h, l'engin de 3,5 tonnes doit être utilisé en prêtant une attention particulière au régime ainsi qu'aux pressions et températures du moteur pour garantir sa longévité, compte tenu des rapports de boîte, à 2 350 tr/min sa vitesse optimale de croisière sur autoroute est de 110 km/h, cependant si le poids du véhicule dépasse 3,5 Tonnes (catégorie poids-lourd), sa vitesse réglementaire sera dès lors de 90 km/h sur autoroute, cela dépend de l'homologation et de la présence ou non d'une remorque que le Hummer H1 peut tracter.
Contrairement aux idées reçues, le H1 n'est pas limité en vitesse par son profil peu aérodynamique, mais par sa boîte de vitesses standard à 4 rapports dont surmultipliée (overdrive) ; Predator Inc., une société américaine spécialisée dans la rénovation et l'amélioration des H1 propose des boîtes comportant plus de rapports et une meilleure résistance au couple pour ainsi porter la puissance à 850ch .
Ces modifications sont d'usage aux États-Unis mais peu courantes en France compte tenu de l'extrême complexité de l'homologation à titre individuel.
Il est équipé d'un système intégré de gonflage et de dégonflage des pneus CTIS permettant au conducteur d'adapter de l'habitacle la pression des pneus au terrain qu'il parcourt.
Le gonflage ou dégonflage s'effectue grâce à un compresseur intégré par une commande sous le volant permettant de sélectionner le train de pneus sur lequel on souhaite agir : avant, arrière, ou les deux.
Chaque roue est également équipée d'un runflat, les dimensions des pneus étant d'origine 37x12.50 R16.5.

## Motorisations
V8 Chevrolet 5.7 (5733cm3) essence : 193 ch à 4000 tr/min et 450 nm à 2400 tr/min  
V8 Detroit Diesel 6.2 (6217cm3) diesel : 152 ch à 3600 tr/min et 339 nm à 2000 tr/min 
V8 Detroit Diesel 6.5 (6466 cm3) diesel : 170 ch à 3400 tr/min et 393 nm à 1700 tr/min 
V8 Detroit Diesel GEP 6.5 (6466 cm3) turbodiesel : 197 ch à 3400 tr/min et 583 nm à 1800 tr/min.
À partir de 2003 : 208 ch à 3400 tr/min et 597 nm à 1800 tr/min 
V8 Detroit Diesel Duramax 6.6 (6599 cm3) turbodiesel : 305 ch à 3000 tr/min et 705 nm à 1500 tr/min.